# Florín de Schwyz
El Florín o gulden fue la moneda del cantón suizo de Schwyz hasta 1798. Se subdividía en 40 chelines, cada uno constaba de 3 rappen, y cada rappen se constituía de 3 angster. Las monedas se emitieron también denominadas en Groschen. Fue reemplazado por franco de la República Helvética en 1798. Esta fue, a su vez, sustituido por el Franco de Schwyz.

## Monedas
En el siglo XVIII se emitieron monedas de cobre en denominaciones de 1 Angster y 1 Rappen, junto con monedas de 1 Rappen y 1 Groschen acuñadas en vellón. Las monedas de plata fueron emitidas en valores de 5 y 10 Schilling, ½ y 1 Gulden